# BK Idrott
BK Idrott var en fotbollsförening från Malmö. Klubben grundades 1905, och kom att bli förlagan till Malmö FF.

## Historia
BK Idrott grundades 1905. Efter fyra, på lokal nivå, framgångsrika första år inbjöds BK Idrott att ansluta sig till IFK Malmö för att utgöra dess fotbollssektion.
Samarbetet mellan arbetarna från BK Idrott och IFK Malmös överklass ledde dock till många konflikter. Året därpå, 1910, uppgick även dåvarande Malmö BI (inte att förväxla med nutidens Malmö BI) i IFK Malmös fotbollssektion vilket eskalerade missnöjet. 19 personer från BK Idrott valde att begära utträde ur IFK Malmö och starta en egen fotbollsförening. Detta skedde i början av 1910 och innebar födseln för Malmö Fotbollförening. Till ordförande valdes Werner Mårtensson. De 19 som grundade BK Idrott och som senare bröt sig ur IFK Malmö för att starta Malmö FF var: Werner Mårtensson, Fritz Landgren, Ludvig Törnqvist, Bror Hansson, Emil Hansson, Alfred Mårtensson, Oscar Persson, Ivan Malmberg, Hjalmar Nilsson, Erik Rundqvist, Knut Björklund, Axel Borgström, Bertin Nilsson, Carl Granqvist, Frans Granqvist, Eben Lindkvist, Arvid Thulin, Edvin Göransson och Carl Persson.

## Matchkläder
Under året i IFK Malmö spelade laget (troligtvis) i svartvitrandiga tröjor men bytte nu till rödvitrandiga (jämför dagens bortatröjor). Först 1920 bytte föreningen till att spela i ljusblåa tröjor (1922 blev ljusblått officiell tröjfärg).